# WerraBus
Die WerraBus GmbH ist ein regionales Busunternehmen aus Hildburghausen.
Das Unternehmen betreibt den regionalen ÖPNV mit etwa 50 Bussen auf insgesamt 27 Linien. WerraBus gehört zu 100 % zur Transdev GmbH. Insgesamt werden jährlich etwa 1,9 Millionen Fahrgäste befördert.